# Club Penguin Island
Club Penguin Island è stato un gioco di ruolo online multiplayer di massa (MMORPG) e il successore di Club Penguin. Il gioco è stato distribuito in tutto il mondo il 29 marzo 2017 ed è stato creato da Disney Canada Inc. per mantenere vivo il franchise di Club Penguin poiché era necessario chiudere il suo predecessore. Il periodo di beta testing pubblico del gioco si è svolto in Australia e Nuova Zelanda dal 15 dicembre 2016 alla sua uscita mondiale, e in Canada dal 13 gennaio 2017 alla sua uscita mondiale. Il gioco è stato sospeso il 20 dicembre 2018.
Il gameplay è simile a quello del Club Penguin originale, anche se funziona con il motore di gioco Unity piuttosto che con Adobe Flash Player.
Club Penguin Island ha ricevuto recensioni contrastanti da parte della critica e molte recensioni negative da parte di alcuni vecchi giocatori del gioco originale al momento della sua uscita in tutto il mondo per la mancanza di molte funzionalità della versione originale al momento del lancio.
Gli aggiornamenti 1.8, pubblicati il 30 novembre 2017, hanno ricevuto recensioni positive per l'aggiunta di funzionalità richieste dai fan ed il lancio di una versione per PC e Mac del gioco.
Il 27 settembre 2018, Disney ha confermato l'imminente interruzione del Club Penguin Island in una lettera ottenuta dal sito web Kotaku, e in un post ufficiale sul blog. È stato rimosso da Google Play e dall'App Store il 20 novembre 2018. Il download per desktop è stato rimosso il 20 dicembre 2018.
Il 5 novembre 2018 è stato pubblicato l'aggiornamento finale, versione 1.13.0, che includeva una modalità offline, rendendo il gioco ancora disponibile come esperienza per giocatore singolo. Alle 10:00 PST del 20 dicembre 2018, il Club Penguin Island aveva chiuso i server. Tutti gli utenti che stavano giocando al Club Penguin Island in quel momento avevano ricevuto un messaggio di errore che diceva loro che la connessione era andata persa. La modalità offline è stata attivata il 21 dicembre 2018. La maggior parte degli URL di Club Penguin Island reindirizza al sito Web ufficiale Disney.

## Storia
Il gioco era originariamente conosciuto con il nome in codice di Project: Super Secret, usato per la prima volta nel 2014 e preso in giro con anticipazioni nel giugno 2015. Tuttavia, Project: Super Secret inizialmente si diceva che fosse Disney Mix, con l'effettivo sviluppo del gioco confermato di essere iniziato nel 2015. Il 17 novembre 2016, il progetto è stato rivelato essere Club Penguin Island. Il sito web ufficiale del gioco è stato pubblicato con la pre-registrazione degli account. Effettuando la pre-registrazione, i giocatori ricevevano un cappello Beta, un set di sei emoji e 100 monete. Inoltre, i giocatori avevano la possibilità di collegare i propri account Club Penguin con il proprio account Club Penguin Island. In tal caso, ricevevano anche la giacca Alumni, con un numero sul retro che mostrava da quanti anni esisteva l'account Club Penguin collegato. La pre-registrazione è terminata il 29 marzo 2017.
La beta chiusa del gioco si è svolta tra il suo annuncio e dicembre 2016 in Nord America.
Una "geo-beta" semi-privata si è svolta in Australia e Nuova Zelanda tra il 15 dicembre 2016 e la sua uscita mondiale. Questa versione beta è stata estesa agli utenti iOS in Canada il 13 gennaio 2017.
I server del gioco Flash originale sono andati offline il giorno dell'uscita del gioco il 30 marzo 2017 alle 00:01:39 PDT (7:01:39 UTC).
Il 13 novembre 2017, è stato annunciato in live sulla pagina Facebook del gioco che una versione desktop di Club Penguin Island sarebbe stata pubblicata lo stesso giorno in cui uscirà l'aggiornamento 1.8.
Il 30 novembre 2017, la versione desktop è stata lanciata come beta aperta, consentendo ai giocatori di segnalare i bug in preparazione di una versione completa.
Il 27 settembre 2018, Disney ha confermato in una lettera a Disney Canada, ottenuta dal sito web Kotaku, che Club Penguin Island sarebbe stato chiuso. Disney HR ha citato la "competizione globale" come un fattore nella loro decisione.
Il 12 ottobre 2018, è stata confermata la data di chiusura per il 20 dicembre 2018. Sono state inoltre annunciati gli ultimi due eventi, Halloween Party 2018 e Waddle On Party.
L'app mobile è stata rimossa dal Google Play Store e dall'App Store il 20 novembre 2018, un mese prima dell'arresto dei server.
Il gioco è stato chiuso il 20 dicembre 2018 e non è più disponibile.
La modalità offline è stata lanciata il 21 dicembre, consentendo di salvare l'account/pinguino del giocatore dopo l'arresto.

## Trama e gameplay
Club Penguin Island è divisa in varie zone e aree distinte, e contiene una varietà di funzioni. Ogni giocatore ha un livello di pinguino che misura i suoi progressi. I progressi aumentano man mano che il giocatore completa le avventure e le sfide quotidiane. Ogni volta che un giocatore raggiunge un nuovo livello, riceve una ricompensa sotto forma di un pacchetto, contenente vari oggetti, come emoji o progetti. Tutti i premi a parte gli emoji in questi pacchetti richiedono un abbonamento per l'uso.

### Personalizzazione dell'abbigliamento
Il Personalizzatore per abbigliamento, indicato come The Designer nelle schermate di caricamento, è una funzionalità di Club Penguin Island che i giocatori possono utilizzare per creare abiti, utilizzando schemi come basi e, facoltativamente, tessuti e/o decalcomanie anche per i design. Tutti i giocatori possono utilizzare il Personalizzatore, sebbene solo i membri possano indossare l'abbigliamento risultante. I membri hanno la possibilità di vendere i propri vestiti e acquistare capi presentati da altri giocatori. Ogni giorno esiste un diverso tipo di catalogo, con un tema. Il tema del catalogo determina quali progetti, tessuti e decalcomanie possono essere utilizzati. Il tema si reimposta a mezzanotte in Penguin Standard Time (PST).

### Avventure
Le Avventure, note anche come quest, e precedute da ep. (abbreviazione di episodio) sono attività di Club Penguin Island a cui i giocatori possono prendere parte e vengono ricevute parlando con specifici personaggi delle missioni. Le avventure coinvolgono i giocatori che viaggiano intorno all'isola, completando compiti e risolvendo problemi. Il completamento di avventure produce monete e XP, e spesso anche varie altre ricompense, come un oggetto unico o progetti. I membri sono in grado di prendere parte a ogni avventura. Tuttavia, i non membri sono limitati a prendere parte a un'avventura per ogni personaggio.

### Sfide quotidiane
Le Sfide quotidiane sono attività nell'Isola Club Penguin a cui i giocatori possono partecipare quotidianamente. Ogni sfida richiede che i giocatori eseguano determinate azioni per essere completate e ognuna genera una ricompensa in monete e XP, anche se alcune sfide della comunità non danno XP. C'è una serie di quattro sfide al giorno e queste sfide cambiano ogni mezzanotte in PST ma sono sempre nella stessa serie di quattro. È possibile accedervi tramite l'Island Live Phone, che visualizza una scheda delle sfide della giornata. Completare le sfide è uno dei modi con cui i giocatori possono ottenere livelli.

### Collezionismo
In tutta l'isola sono sparsi oggetti da collezione che possono essere scambiati con monete al Beacon Boardwalk. Ogni oggetto da collezione ha un determinato tasso di cambio, posizione in cui è presente, importo disponibile per area e tempo di rigenerazione dopo la raccolta.

### Iglù
Ogni giocatore è dotato di un iglù come casa, sia i membri che i non membri lo possono personalizzare. I membri hanno la possibilità di scegliere tra molte varianti d'iglù e di acquistare oggetti da un catalogo completo di mobili, paesaggi, terreno, elementi interattivi e altro ancora. I non membri possono acquistare due tipi d'iglù e articoli per i non membri, dal catalogo. Gli oggetti possono essere acquistati con monete virtuali ottenute giocando a mini-giochi, collezionando monete in tutte le zone e scambiando oggetti da collezione allo scambio. Come il suo predecessore, Club Penguin, chiunque può accedere a un iglù dei giocatori su Club Penguin Island facendo clic sull'icona iglù sul proprio profilo, a condizione che il giocatore abbia scelto di rendere pubblico il proprio iglù.

### Ingranaggio
L'ingranaggio è un tipo di oggetto che i membri possono utilizzare per eseguire varie azioni. L'equipaggiamento che si ottiene aumentando di livello o avventure, è portatile e può essere utilizzato ovunque sull'isola. Ci sono anche attrezzi che possono essere trovati in determinate zone e possono essere usati anche se il giocatore deve ancora ottenerli. I non membri possono utilizzare solo l'attrezzatura martello pneumatico.

### Eventi
Si sono svolti diversi eventi su Club Penguin Island. Nella maggior parte dei casi, uno o più articoli gratuiti sono stati resi disponibili per tutti. Alcuni eventi sono arrivati con missioni a cui tutti i giocatori hanno potuto partecipare. Un esempio è la festa di Halloween. Come il suo predecessore, il gioco ha anche ospitato alcuni eventi sponsorizzati.

### Articoli per feste
Gli articoli per feste sono oggetti consumabili che possono essere acquistati nei negozi dai membri, e che possono essere utilizzati, ciascuno con effetti diversi. Gli articoli per feste includono oggetti come fuochi d'artificio, oggetti commestibili e giochi di società.

### Giochi
Club Penguin Island contiene una varietà di giochi, otto dei quali sono disponibili per tutti i giocatori. La maggior parte di questi giochi ricompensa i giocatori con monete e XP. Sia i membri che i non membri possono acquistare e utilizzare i giochi di società Marble Hunt, Ink o Swim e Fossil Four. Ci sono anche giochi integrati nelle zone del Club Penguin Island. Team Dance Battle è un gioco di memorizzazione multiplayer a cui tutti sono in grado di giocare con il limite massimo di giocatori in ogni round per un totale di venti e almeno un giocatore per squadra. Tube racing è un gioco di corse multiplayer che viene giocato da tutti sulla cima del monte Blizzard ogni paio di minuti. Altri giochi per tutti includono il Sea Caves Race Course, il Crate Co. Target Game e Tilt-o-Tube, che coinvolge i giocatori che cercano di far cadere gli avversari da una piattaforma galleggiante.

### Island Live
Island Live è una funzionalità aggiunta nell'aggiornamento 1.8 del gioco. È il successore del telefono CPI che è stato aggiunto nell'aggiornamento 1.2. È possibile accedervi facendo clic sull'icona di un telefono. Mostra informazioni sugli eventi dal vivo che si svolgono su Club Penguin Island, visualizza le Sfide quotidiane e contiene una varietà di app, come un menu Amici, Notizie dall'isola ed Impostazioni.

### Membri
Le entrate di Club Penguin Island sono state aumentate principalmente attraverso abbonamenti a pagamento, più economici rispetto al suo predecessore, di un abbonamento di una settimana, un mese, tre mesi, sei mesi o dodici mesi, sebbene sia disponibile l'accesso gratuito al gioco. L'iscrizione consente ai giocatori di accedere a una serie di funzionalità aggiuntive. Ciò include la progettazione di tutti i capi di abbigliamento, indossare tutti i capi di abbigliamento, l'acquisto di articoli per feste, tutte le avventure, il completamento di tutte le sfide quotidiane, la possibilità di utilizzare tutti gli attrezzi ed altro. I pinguini con un abbonamento sono chiamati "membri", mentre i giocatori che non hanno un abbonamento vengono definiti "non membri".
Sebbene i membri ottengano funzionalità aggiuntive, i giocatori senza un abbonamento possono ottenere tutti gli oggetti dell'evento, che siano membri o meno, ottenere camicie da evento indossabili, personalizzare determinati oggetti nel Personalizzatore d'abbigliamento, giocare la prima avventura di ogni missione data al personaggio, utilizzare gli articoli per feste dati loro dai membri, personalizzare un igloo (di cui chiunque è in grado di visitare) con qualsiasi quantità da una selezione di oggetti igloo per i non membri, giocare a tutti i mini-giochi, usare l'equipaggiamento del martello pneumatico, comprare e giocare a giochi di società, unirsi a gare di tubi, passeggiare ovunque sull'isola, chattare con altri giocatori, raggiungere il livello massimo di pinguino e partecipare alle sfide giornaliere per i non membri. Dopo l'aggiornamento 1.10.1, i non membri che si sono iscritti durante il periodo di pre-registrazione sono ora in grado di indossare il cappello beta e se collegavano i loro nome utente Club Penguin per l'uso in Club Penguin Island, anche la loro giacca Alumni.
Tutti i giocatori hanno ricevuto automaticamente un abbonamento gratuito ed illimitato il 5 novembre 2018, che sarebbe passato alla modalità offline. I rimborsi sono stati elaborati per le iscrizioni che si estendevano oltre il 6 novembre 2018.

## Riconoscimenti
Il gioco ha ricevuto il riconoscimento "Migliore musica in un gioco casual/sociale" al 16° Annual Game Audio Network Guild Awards.